# عملية بشائر الخير
كانت عملية بشائر الخير عملية عراقية ضد المتمردين في ديالى في شمال شرق بغداد. أُطلقت العملية في 29 يوليو 2008 من قبل عناصر من 3 فرق عسكرية عراقية على الأقل، مع وجود 4 أسراب فرسان مدرعة أمريكية من فوج الفرسان المدرعة الثالث وفوج سلاح الجو الثاني في المساندة. وفقاً لوزارة الدفاع العراقية، انتهت المرحلة الأولى من العملية في 11 أغسطس. الجنرال محمد العسكري أبلغ أن قوات الأمن العراقية حققت نصف الأهداف المقررة للعملية. أبلغ العسكري عن إلقاء القبض على 800 مشتبه به، من بينهم 42 قائداً في دولة العراق الإسلامية.

## خلفية
في يناير 2008، أطلقت القوات الأمريكية في كافة أنحاء العراق عملية العنقاء الشبح، وهي عملية على مستوى الفيلق وتركز كثيراً على ديالى. على الرغم من انخفاض معدلات العنف، وهذا يعود جزئياً إلى مجالس الصحوة، المجموعات المؤلفة من الشيوخ ودعمتها القوات الأمريكية، بقيت الهجمات على مستويات عالية. العديد من هذه الهجمات كانت موجهة إلى قادة هذه المجموعات.
احتفظ المتمردون بالمعقل في المناطق الصحراوية الغربية في ديالى، في سفوح تلال حمرين وحول بحيرة حمرين. كانت هذه المواقع تمثل موقع تراجعي للقاعدة في العراق وجماعات متمردة أخرى واستهدفت من قبل قوات العمليات الخاصة الأمريكية في الأشهر التي سبقت العملية.

## العملية
في 29 يوليو، فرضت قيادة عمليات ديالى حظر تجول في أرجاء المحافظة، لمنع حركة السيارات غير الرسمية. ونُظمت عدة نقاط تفتيش في العاصمة،بعقوبة.
قامت القوات العراقية بعدد من عمليات تفتيش المنازل في بعقوبة و‌خان بني سعد، على بعد 24 كيلومتراً جنوب بعقوبة.
في 31 يوليو، اعتقلت القوات العراقية أبو أنس البغدادي، الخبير الإعلامي للقاعدة في العراق، وكذلك 4 أعضاء في مجلس شورى مجاهدين خلال مداهمة في غرب ديالى. ألغت قوات الأمن العراقية حظر التجول في جميع أنحاء المحافظة.
في 2 أغسطس، فرقة الفرسان المدرعة الثالثة الأمريكية سلموا مسؤولية الأمن في بلدروز شرق المحافظة إلى قوات أمن عراقية من الكتيبة 18، فرقة الجيش العراقي الخامسة ما يشير إلى أن المنطقة تم تطهيرها.
بحلول 5 أغسطس، أسرت القوات العراقية عدداً من قادة القاعدة العراق، من ضمنهم قصي علي خلف، زعيم دولة العراق الإسلامية في ديالى، عدنان كومر محمد، باسم الصفاح وانتصار خضير امرأة يُشتبه في تجنيدها انتحاريات. بحسب القوات الأمريكية، بدا أن المتمردين يفرون غرباً من ديالى باتجاه صلاح الدين بينما انقضت القوات العراقية على وادي نهر العظيم. قوات أميركية من اللواء الأول، الفرقة الجوية 101، اتخذوا مواقع حاجزة في صلاح الدين للإمساك بأولئك المتمردين. كما قامت بعدد من الهجمات الجوية في مناطق خلفية معروفة للقاعدة.